# Campionati mondiali universitari di canottaggio
I Campionati mondiali universitari di canottaggio (World University Rowing Championships) sono una competizione mondiale per canottieri iscritti all'università, organizzata dalla Federazione internazionale sport universitari (FISU), che si tengono periodicamente con cadenza biennale. La prima edizione si è svolta nel 1984.

## Edizioni
| Edizione | Anno | Citta              | Nazione     |
| -------- | ---- | ------------------ | ----------- |
| 1ª       | 1984 | Milano             | Italia      |
| 2ª       | 1986 | Amsterdam          | Paesi Bassi |
| 3ª       | 1992 | Poznań             | Polonia     |
| 4ª       | 1994 | Groninga           | Paesi Bassi |
| 5ª       | 1998 | Zagabria           | Croazia     |
| 6ª       | 2000 | Poznań             | Polonia     |
| 7ª       | 2002 | Nottingham         | Regno Unito |
| 8ª       | 2004 | Brive-la-Gaillarde | Francia     |
| 9ª       | 2006 | Trakai             | Lituania    |
| 10ª      | 2008 | Belgrado           | Serbia      |
| 11ª      | 2010 | Seghedino          | Ungheria    |
| 12ª      | 2012 | Kazan'             | Russia      |
| 13ª      | 2014 | Gravelines         | Francia     |
| 14ª      | 2016 | Poznań             | Polonia     |
| 15ª      | 2018 | Shanghai           | Cina        |
| 16ª      | 2020 | Zagabria           | Croazia     |